# Atwell Sidwell Mopeli-Paulus
Atwell Sidwell Mopeli-Paulus (Witwatersrand o Witsieshoek, 1913-1960) fue un escritor de Lesoto que pasó la mayor parte de su vida en Sudáfrica.
Estudió medicina en la Universidad del Witwatersrand y sirvió como médico en la Segunda Guerra Mundial. Escribió en idioma inglés y sesotho.

## Obra
- Ho tsamaea ke ho bona (1945),
- Blanket Boy's Moon (1953)
- Turn to the Dark (1956)